# أدب ما بعد الحداثة
أدب ما بعد الحداثة، هو شكل أدبي يتسم باستخدامه للقص الما ورائي والراويغير الموثوق والانعكاسية الذاتية والتناص، وباعتماده على القضايا التاريخية والسياسية بوصفها موضوعات له. برز هذا النمط الأدبي التجريبي في الولايات المتحدة خلال فترة الستينيات من القرن العشرين إلى حد كبير، وذلك ضمن كتابات بعض المؤلفين مثل كورت فونيجت وتوماس بينشون وجون بارث. يتسم المؤمنون بما بعد الحداثة بتحديهم للسلطات، الأمر الذي يُعتبر دليلًا على الحقيقة المتمثلة بظهور هذا النمط الأدبي للمرة الأولى في سياق الاتجاهات السياسية في الستينيات. يُمكن ملاحظة هذا الاستلهام –من بين أمور أخرى- في الطبيعة الانعكاسية الذاتية لأدب ما بعد الحداثة فيما يتعلق بالقضايا السياسية التي يتناولها.
تُعتبر كل من رواية دون كيشوت للكاتب ميغيل دي ثيربانتس (1605- 1615) أحد سلائف أدب ما بعد الحداثة جنبًا إلى جنب مع رواية تريسترام شاندي للكاتب لورنس ستيرن (1760- 1767)، ورواية على الطريق للكاتب جاك كيروك (1957)، لكن لم يتحول أدب ما بعد الحداثة إلى نمط أدبي مرموق حتى ستينيات وسبعينيات القرن العشرين. مايزال الأدب الأمريكي في القرن الحادي والعشرين متضمنًا لنزعة قوية من الكتابة ما بعد الحداثية، مثل مذكرات ما بعد السخرية للكاتب ديف إغرز عمل محزن لعبقري مذهل (2000) ورواية زيارة من فرقة البلهاء للكاتبة جينيفر إيغان (2011)، إذ طوّرت هذه الأعمال نموذج ما بعد الحداثة.
يُستخدم مصطلح «ما بعد الحداثة» أحيانًا لتناول العديد من الأشياء المختلفة، التي يمكن أن تتراوح بين العمارة مرورًا بالنظرية التاريخية وصولًا إلى الفلسفة والسينما. دفع هذا الأمر العديد من الأشخاص إلى التمييز بين عدة أشكال لما بعد الحداثة، فاقترحوا وجود ثلاثة أشكال لها: (1) ما بعد الحداثة باعتبارها حقبة تاريخية ممتدة بين منتصف الستينيات وحتى الوقت الحاضر، (2) ما بعد الحداثة النظرية التي تشتمل على بعض النظريات التي وضعها المفكرين مثل رولان بارت وجاك دريدا وميشال فوكو وغيرهم، (3) «ما بعد الحداثة الثقافية» التي تنطوي على الأفلام والأدب والفنون البصرية وغيرها من الأمور التي تمتلك سمات ما بعد الحداثة. وبذلك، يُعتبر أدب ما بعد الحداثة جزءًا من ما بعد الحداثة الثقافية.

## الموضوعات والتقنيات الشائعة
يُمكن الاستدلال على نص مكتوب في فترة ما بعد الحداثة من خلال البحث عن بعض الموضوعات والتقنيات التي تُستخدم في آن واحد. على سبيل المثال، غالبًا ما يُستخدم القص الما ورائي والمعارضة الأدبية في آن واحد بغرض السخرية. لا يستخدم جميع أتباع ما بعد الحداثة هذه التقنيات، ولا تُعتبر القائمة التالية قائمةً شاملةً لجميع السمات المُستخدمة.

### السخرية واللهو والكوميديا السوداء
ترى ليندا هوتشيون أنه يمكن تمييز جميع الأعمال الروائية الما بعد الحداثية من خلال بعض الاقتباسات الساخرة، التي غالبًا ما تكون على سبيل الهزل. تُعتبر كل من السخرية إلى جانب الكوميديا السوداء والمفهوم العام لـ«اللهو» (المرتبط بمفهوم دريدا أو الأفكار التي دعا إليها رولان بارت في كتابه متعة النص) أكثر جوانب ما بعد الحداثة التي يسهل التعرف عليها. بدأ استخدام هذه التقنيات في الأدب قبل ظهور ما بعد الحداثة (فقد استخدم الحداثيون اللهو والسخرية)، لكنها أصبحت سمات محورية في العديد من أعمال ما بعد الحداثة. في واقع الأمر، صُنّف العديد من الروائيين الذي يُعتبرون اليوم ما بعد حداثيين على أنهم من مستخدمي الكوميديا السوداء، مثل جون بارث وجوزيف هيلر وويليام غاديس وكورت فونيجت وبروس جاي فريدمان وغيرهم. تناول ما بعد الحداثيون الموضوعات الجادة من خلال اللهو والكوميديا في أغلب الأحيان، وتُعتبر الطريقة التي تناول من خلالها هيلر وفونيجت أحداث الحرب العالمية الثانية مثالًا على ذلك. يتمثل المفهوم المحوري في رواية كاتش-22 لهيلر في السخرية من اصطلاح «شرط-22»، إذ يتمحور السرد حول سلسلة طويلة من السخريات المشابهة. يطرح توماس بينشون في روايته صيحة القطعة 49 مجموعةً من الأمثلة الأولية على اللهو، إذ تضمنت غالبًا تلاعبًا سخيفًا بالألفاظ ضمن سياق جدي. على سبيل المثال، تشتمل الرواية على شخصية باسم مايك فالوبيان وأخرى باسم ستانلي كوتكس بالإضافة إلى محطة راديو باسم كي. سي. يو. إف.، بينما تُعتبر الرواية ككل روايةً ذات موضوع جدي وبنية معقدة.

### التناص
تطرح ما بعد الحداثة مفهومًا لامركزيًا للكون لا تُعتبر فيه الأعمال الفردية مجرد إعمال إبداعية معزولة، لذا ينصب معظم التركيز في دراسة أدب ما بعد الحداثة على التناص، أي العلاقة بين نص (كرواية مثلًا) ونص آخر مثله أو نص ضمن النسيج المتشابك للتاريخ الأدبي. يُمكن أن يكون التناص في أدب ما بعد الحداثة بمثابة إشارة إلى عمل أدبي أخر أو متواز معه، أو استعراض موسّع لعمل ما، أو مجرد تبنّي لأسلوب عمل سابق. تكثر الأمثلة على التناص في أدب ما بعد الحداثة وخصوصًا الإشارات إلى الحكايات الخيالية –كما هو الحال في أعمال مارغريت آتوود ودونالد بارثيلمي وغيرهم- أو الإشارات إلى أنواع شعبية مثل الخيال العلمي والأدبي البوليسي. تُعتبر القصة القصيرة «بيير مينارد، مؤلف كيشوت» بقلم خورخي لويس بورخيس إحدى الأعمال الأدبية في أوائل القرن العشرين التي استخدمت التناص وأثرت في ما بعد الحداثيين اللاحقين، تنطوي هذه القصة على إشارات واضحة إلى دون كيشوت، التي تُعتبر في حد ذاتها مثالًا جيدًا على التناص بسبب إشارتها إلى القصص الرومانسية في العصور الوسطى. تُعد رواية دون كيشوت إحدى الروايات التي تجري الإشارة إليها كثيرًا في أوساط ما بعد الحداثيين، مثل رواية دون كيشوت: الذي كان حلمًا للكاتبة كاثي آكر. يُمكن ملاحظة إشارات أخرى إلى دون كيشوت في القصة البوليسية ما بعد الحداثية مدينة الزجاج للكاتب بول أوستر. تُعتبر رواية عنصر عشبة الأبله للكاتب جون بارث أحد الأمثلة على التناص في أدب ما بعد الحداثة، إذ تتناول هذه الرواية قصيدة إبنيرزر كوك التي تحمل العنوان ذاته. يُعد التناص أكثر تعقيدًا من الإشارة الواحدة إلى نص آخر. على سبيل المثال، يربط روبرت كوفر في روايته بينوكيو في البندقية بين بينوكيو ورواية الموت في البندقية للكاتب توماس مان. بالإضافة إلى ذلك، تتخذ رواية اسم الوردة للكاتب أومبرتو إكو من الرواية البوليسية شكلًا لها، وتشير إلى بعض المؤلفين مثل أرسطو والسير آرثر كونان دويل وبورخيس. يعتقد بعض النقاد أن استخدام التناص مؤشر على افتقار أدب ما بعد الحداثة إلى الاصالة ودليل على اعتماده على الكليشيهات.[بحاجة لمصدر]

### المعارضة الأدبية
يُستخدم مصطلح المعارضة الأدبية في سياق التناص ما بعد الحداثي للإشارة إلى دمج أو «لصق» العناصر المتعددة إلى جانب بعضها البعض. قد تكون المعارضة الأدبية في أدب ما بعد الحداثة تكريمًا أو محاكاةً ساخرةً للأساليب القديمة. تُعتبر المعارضة الأدبية تجسيدًا للجوانب الفوضوية أو التعددية أو أسلوب الحياة الغارق في المعلومات في مجتمع ما بعد الحداثة. قد تكون المعارضة الأدبية مزيجًا بين أنواع متعددة بغية خلق سرد فريد أو التعليق على المواقف ما بعد الحداثية. على سبيل المثال، يجمع ويليام بوروز بين الخيال العلمي والأدب البوليسي والغرب الأمريكي، بينما تستخدم مارغريت آتوود الخيال العلمي والحكايات الخرافية معًا، أما جيانينا براشي فتمزج بين الشعر والإعلانات والموسيقى والبيانات والدراما، ويستخدم أومبرتو إكو الأدب البوليسي جنبًا إلى جنب مع الحكايات الخرافية والخيال العلمي. تنطوي المعارضة الأدبية عادةً على الخلط بين الأنواع الأدبية، لكنها تتضمن العديد من العناصر الأخرى أيضًا (ينتشر استخدام القص الما ورائي والتحريف الزماني في السياق الأوسع للمعارضة الأدبية في روايات ما بعد الحداثة). يمزج روبرت كوفر في روايته لعام 1977 الإحراق العام بين روايات تاريخية غير دقيقة حول تواصل ريتشارد نيكسون مع بعض الشخصيات التاريخية من جهة وبعض الشخصيات الخيالية مثل العم سام وبيتي كروكر من جهة أخرى. يمكن أن تتضمن المعارضة الأدبية تقنيةً تركيبةً، كتقنية التقطيع التي استخدمها بوروز مثلًا. تُعتبر رواية التعساء (1969) للكاتب بي. إس. جونسون أحد الأمثلة على تلك التقنية، إذ طُرحت الرواية في الأسواق ضمن صندوق ودون غلاف كي يتمكن القراء من تجميعها بأي طريقة يختارونها.